# Hôtel Bénigne Le Compasseur
L’Hôtel Bénigne Le Compasseur est un hôtel particulier de la ville de Dijon, situé 66 rue Vannerie, dans son secteur sauvegardé.

## Histoire

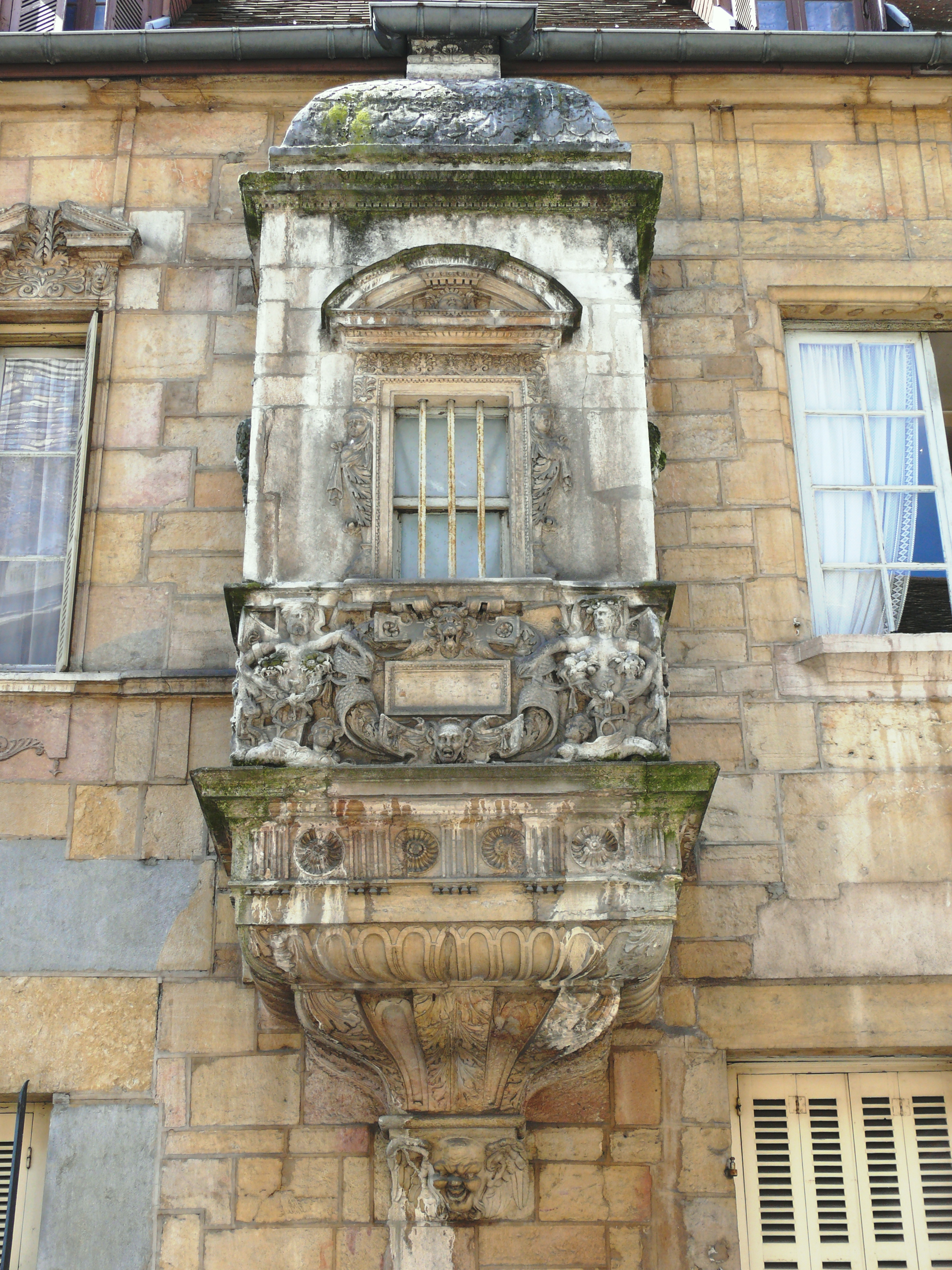
Hôtel Bénigne Le Compasseur

L'hôtel existe depuis le Moyen Âge et a été modifié au XVIe siècle.
Sa façade est classée aux monuments historiques depuis 1910.
Bénigne Le Compasseur, seigneur de Jancigny, garde de la Monnaie du roi à Dijon, est le propriétaire de cet édifice en 1576. C'est son fils, Claude Bénigne Le Compasseur, maître des comptes entre 1573 et 1581, puis Trésorier général de France, qui a reconstruit partiellement l'hôtel, plus précisément la logette et les trois baies Renaissance de la façade.
D'après l'historien Stéphane Gulczynski, la modification architecturale de l'hôtel de particuliers a probablement été réalisée par Hugues Brouhée, qui a réalisé la façade du Parlement de Bourgogne ou Nicolas Ribonnier, architecte langrois.
La porte piétonne avec oculus et fronton, qui existait au rez-de-chaussée, a été démontée et remontée sur la façade de l'ancienne école François de Sales, rue du Lycée, à droite de la chapelle.

## Galerie de Photographies

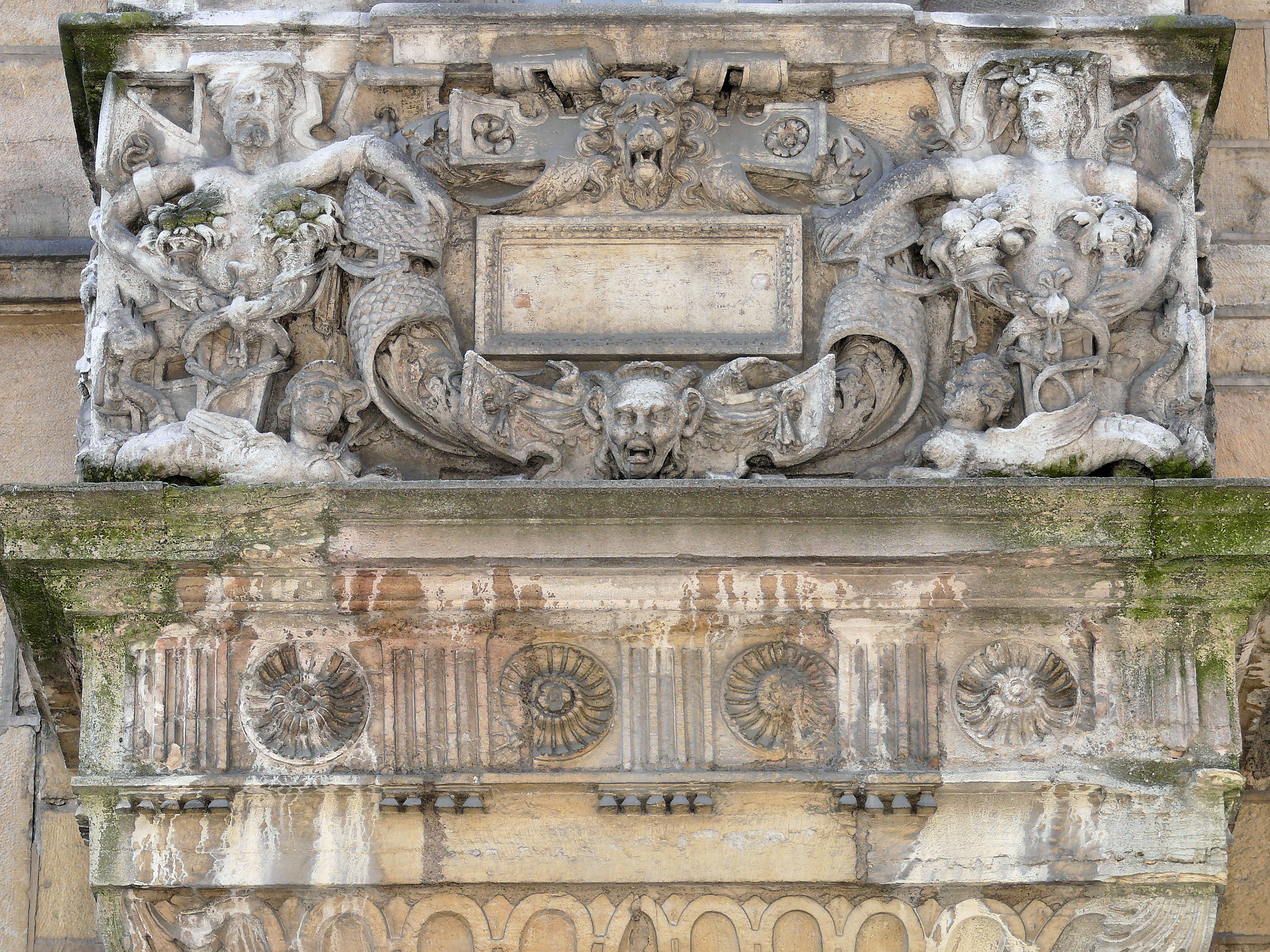
Détail
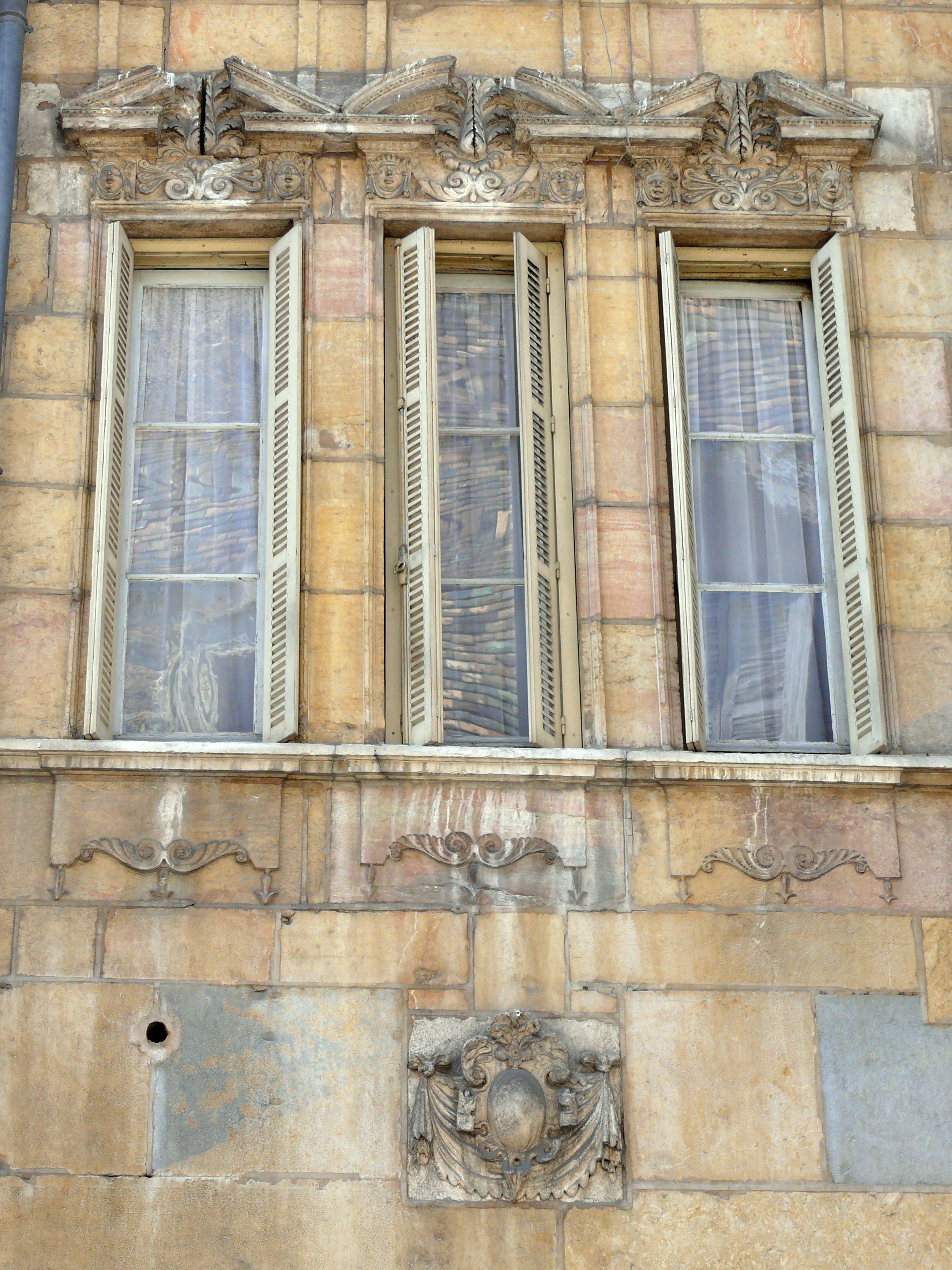
Détail
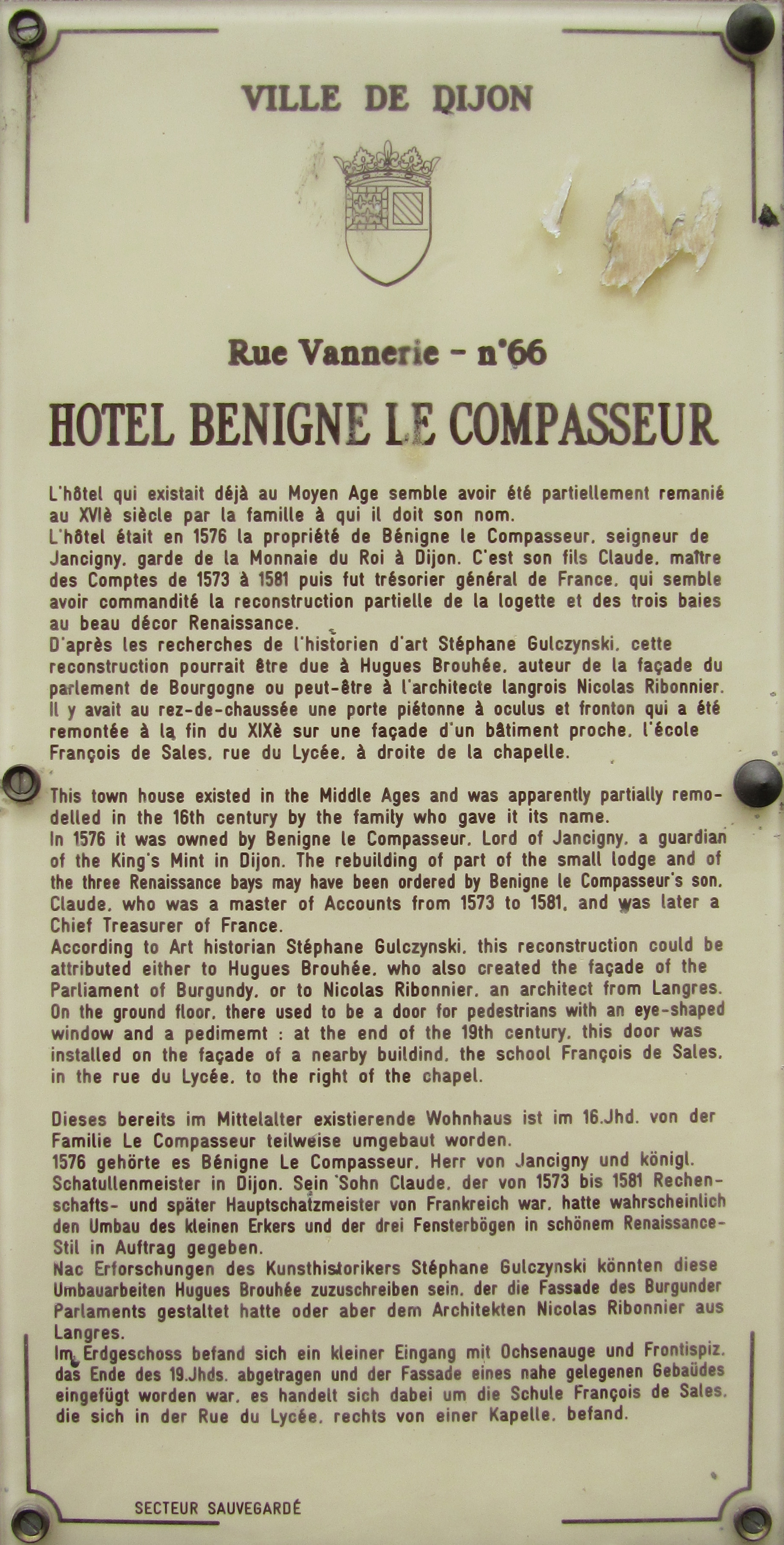
Plaque d'information trilingue (français, anglais, allemand)